# イースタン・ボーイズ
『イースタン・ボーイズ』（Eastern Boys）は、2013年のフランスの恋愛ドラマ映画。
ロバン・カンピヨ監督の長編2作目の作品で、出演はオリヴィエ・ラブルダンとキリル・エメリヤノフなど。
50代の裕福なゲイ男性と東欧からの不法移民である若い男娼の出会いとその関係の変化を、クライム映画・恋愛映画・スリラー映画の要素を交えて描いている。
2023年8月から9月まで開催された第70回ヴェネツィア国際映画祭で初上映され、オリゾンティ部門の最優秀作品賞を受賞した。
日本では2024年8月時点で、一般劇場公開も動画配信もされておらず、DVD/ブルーレイも発売されていないが、2015年1月16日から2月16日までオンラインで開催された「MyFrenchFilmFestival 2015」において全世界に配信され、日本でも視聴することができた。また、翌年の同イベントの関連企画として2016年1月22日から24日までアンスティチュ・フランセ東京にて開催された「スクリーンで見よう！マイ・フレンチ・フィルム・フェスティバル」でスクリーン上映された。

## ストーリー

### ストリートの女王陛下
東欧からの不法移民と見られる若者グループがパリ北駅の前でたむろしている。50代の身なりの良い紳士ダニエルは、そのグループの1人であるマレクを気に入り、恥ずかしそうに彼に近づいて声をかける。フランス語が充分に話せないマレクと簡単な英語でコミュニケーションを取り、50ユーロで何でもすると言うマレクは翌日の午後6時にダニエルのアパルトマンを訪ねることになる。

### 私が人質となっているこのパーティー
約束の時間に現れたのは、マレクを名乗る14歳の少年だった。彼は強引にダニエルの部屋に押し入ると、ダニエルが未成年である自分を性的な目的で部屋に入れたと言って脅迫し、そこに現れた若者グループを部屋に入れる。すると彼らはそこで乱痴気騒ぎを始めるとともに、家具や絵画などの高価なものを次々と運び出していく。しばらくして本物のマレクが現れ、罪悪感など全くないかのようにグループの「パーティ」に加わる。予想外の出来事に呆然とするばかりのダニエルだったが、次第に自暴自棄となり、彼らのなすがままとなる。

### 共に作るもの
翌朝、ダニエルが目覚めると、部屋は荒れ果てた状態になっていた。しばらくしてダニエルの生活が元に戻り始めると、そこにマレクが現れ、部屋に入れてくれと頼む。ダニエルはしぶしぶマレクを部屋に入れると、マレクは50ユーロでのセックスを提案する。ダニエルはためらいつつも受け入れ、2人は初めて肉体関係を持つ。ダニエルが速やかにことを済ませると、マレクはすぐに服を着て、50ユーロを受け取ると急いで帰っていく。これ以降、マレクは週に2,3回はダニエルの部屋にやってきて、その度に50ユーロで性的な関係を持つが、2人の関係は徐々に親密なものとなっていき、自然に生活を共にするようになる。そして、マレクはダニエルにフランス語を教わり、徐々に話せるようになっていく。
ある夜、2人でスーパーで買い物をしていると、マレクは自分がチェチェンの出身で両親は戦争中に亡くなっており、本名はルスランであることを明かす。これをきっかけにダニエルのマレク/ルスランへの感情は父性的なものに変化し、その日以降、ダニエルはルスランからのセックスの誘いを断るようになる。一方のルスランはダニエルが自分に飽きて追い出そうとしているのではないかと不安になる。そんなルスランにダニエルは、追い出すつもりなどなく、ルスランに新たな人生を始めてほしいと願っており、それを手助けしたいのだと言う。そして、ダニエルのアパルトマンに引っ越してくることを提案し、悪い仲間たちと縁を切るように言う。こうして2人は同居生活を始める。

### ハルト・ホテル ダンジョンズ&ドラゴンズ
ルスランは仲間たちと縁を切ろうと、グループの根城となっている「ハルト・ホテル」に赴き、自分のパスポートを奪い返そうとするが、すぐに見つかり、グループのリーダーである「ボス」に暴行を受けて監禁される。ルスランと連絡が取れなくなったことに不安を感じたダニエルは、ホテルにやってくると、コンシェルジュに協力してもらってルスランを救出、さらにパスポートを奪い返すことにも成功し、ルスランを車のトランクに隠してホテルを脱出する。一方、グループのメンバーはダニエルの通報で駆けつけた警察に次々と連行されていく。1人逃げ延びたボスはルスランへの復讐を考え、ダニエルのアパルトマンにやってくるがそこは既にもぬけの殻だった。
その後、ダニエルはルスランとの養子縁組を申請する。2人の関係は特殊であるため、決定が下るまでに時間を要することになるが、弁護士は「通常の養子縁組なので申請が却下される理由はない」と言って2人を励ます。安心した2人は一緒に裁判所を後にする。

## キャスト
- ダニエル: オリヴィエ・ラブルダン - ゲイの中年男性。
- マレク/ルスラン: キリル・エメリヤノフ（ロシア語版） - 男娼の青年。
- ボス: ダニール・ヴォロビョフ（ロシア語版） - マレクのグループのリーダー。
- チェルシー: エデア・ダルク（フランス語版） - ホテルのコンシェルジュ。

## 作品の評価

### 映画批評家によるレビュー
アロシネによれば、フランスの21のメディアによる評価の平均点は5点満点中3.8点である。Rotten Tomatoesによれば、37件の評論のうち高評価は89%にあたる33件で、平均点は10点満点中7.7点、批評家の一致した見解は「思慮深く、予測不可能で、全体的に心をつかまれる『イースタン・ボーイズ』は、力強い演技と巧みな演出によって命を吹き込まれた、説得力のあるテーマと鮮明に描かれた登場人物で、その長い上映時間を満たしている。」となっている。Metacriticによれば、10件の評論のうち、高評価は9件、賛否混在は1件、低評価はなく、平均点は100点満点中74点となっている。
複数の批評家が、カンピヨ監督による異なる映画のジャンルを行き来する手際の良さを評価している。ヴェネツィア国際映画祭からバラエティ誌に寄稿したガイ・ロッジは、「恐ろしい家宅侵入劇であり、優しいラブストーリーであり、緊迫したかくれんぼスリラーでもある」とその多才さを称賛している。一方、ニューヨーク・ポスト紙のファラン・スミス・ネーメやタイムアウト誌のデイヴ・カルフーンなどの他の批評家は、この映画のラストにはあまり感心しておらず、ありきたりのスリラーの領域に陥っていると批判している。
レクスプレス誌の「Studio Ciné Live」では、編集部内で評価が分かれており、評価する意見としてローラン・ジアンは複数のジャンルが共存していることについて「一貫性を保ちながら大胆な方向転換を試みている。その強みは、常に予想を裏切ることと、道徳的な妥協を拒否することである」としている一方、批判意見としてサンドラ・ベネデッティは映画の核心である主人公2人の関係について「完全に生気がなく、次第にイライラさせられる。そして他の部分をほぼ台無しにしてしまっている」としている。
ジャンヌ・ラポワリーの撮影技術は批評でたびたび賞賛され、特に、パリ北駅周辺でセックスの相手を漁っている主人公を、監視カメラの映像を想起させるスタイルでカメラが追う冒頭のシーンが評価されている。フィルム・コメント誌のジョナサン・ロムニーは、ラポワリーの広角カメラのスタイルをスウェーデンのリューベン・オストルンド監督の作品になぞらえ、駅の群衆から映画の登場人物を描き出す彼女の仕事ぶりを称賛した。

### 受賞歴
| 賞                     | 日付          | 部門                   | 対象者               | 結果       | 参照        |
| ---------------------- | ------------- | ---------------------- | -------------------- | ---------- | ----------- |
| ヴェネツィア国際映画祭 | 2013年9月7日  | オリゾンティ部門作品賞 |                      | 受賞       | [ 4 ] [ 5 ] |
| セザール賞             | 2015年2月20日 | 作品賞                 |                      | ノミネート | [ 21 ]      |
| セザール賞             | 2015年2月20日 | 監督賞                 | ロバン・カンピヨ     | ノミネート | [ 21 ]      |
| セザール賞             | 2015年2月20日 | 有望男優賞             | キリル・エメリヤノフ | ノミネート | [ 21 ]      |